# Nikodem Popławski
Nikodem Poplawski (născut 1975) este un fizician de la Universitatea Indiana, cel mai des menționat pentru propunerea sa conform căreia Universul nostru ar putea fi amplasat într-o gaură neagră care ar exista într-un univers și mai mare. Teoria lui Poplawski prezintă o alternativă la teoria mai populară care spune că în găurile negre se află singularități gravitaționale și oferă o explicație teoretică pe baza torsiunii spațiu-timp a unui scenariu cosmologic al universurilor fecunde propus mai devreme de către Lee Smolin.
Poplawski a apărut în episodul 5 al emisiunii de pe Discovery Channel, Curiosity. Episodul se numește "Parallel Universes - Are They Real?", și a avut premiera în septembrie 2011.